# Zouthuissluizermolenpad
Het Zouthuissluizermolenpad in Nieuwveen in de Nederlandse provincie Zuid-Holland ligt op een oude veendijk die de scheiding vormt tussen de bovenlanden van de Buitendijkse Oosterpolder en de droogmakerij van de Nieuwveense Oosterpolder, ten noordoosten van Nieuwveen.
Zoals de naam aangeeft, werd er door moernering ter plaatse zout gewonnen. Deze veendijk zorgde bij het droogleggen van de Oosterpolder voor de afvoer voor het water naar de Drecht. In de periode voor de drooglegging was hier een sluis voor afvoer van het water naar de Drecht. Aan het pad staat bij de ringvaart het restant van een van de nu verdwenen Zouthuissluismolens, poldermolens die dateerden van het begin van de 18e eeuw.